# 小阴茎
小阴茎症（英語：micropenis）是指异于常人的短小阴茎尺寸，可由于雄激素分泌过少、胎儿时期母体摄入雌激素过多、基因缺陷等原因导致，可通过激素疗法和手术的方式治疗。

## 診斷
普遍的标准是勃起後從上方測量得出陰莖尺寸小於平均長度2.5個標準差，或者小於7公分（對成年男子來說，平均勃起長度是12.5公分）。該症在出生之後通常就能夠很快確診。大約0.6％的男孩子有小陰莖的症狀。

## 成因

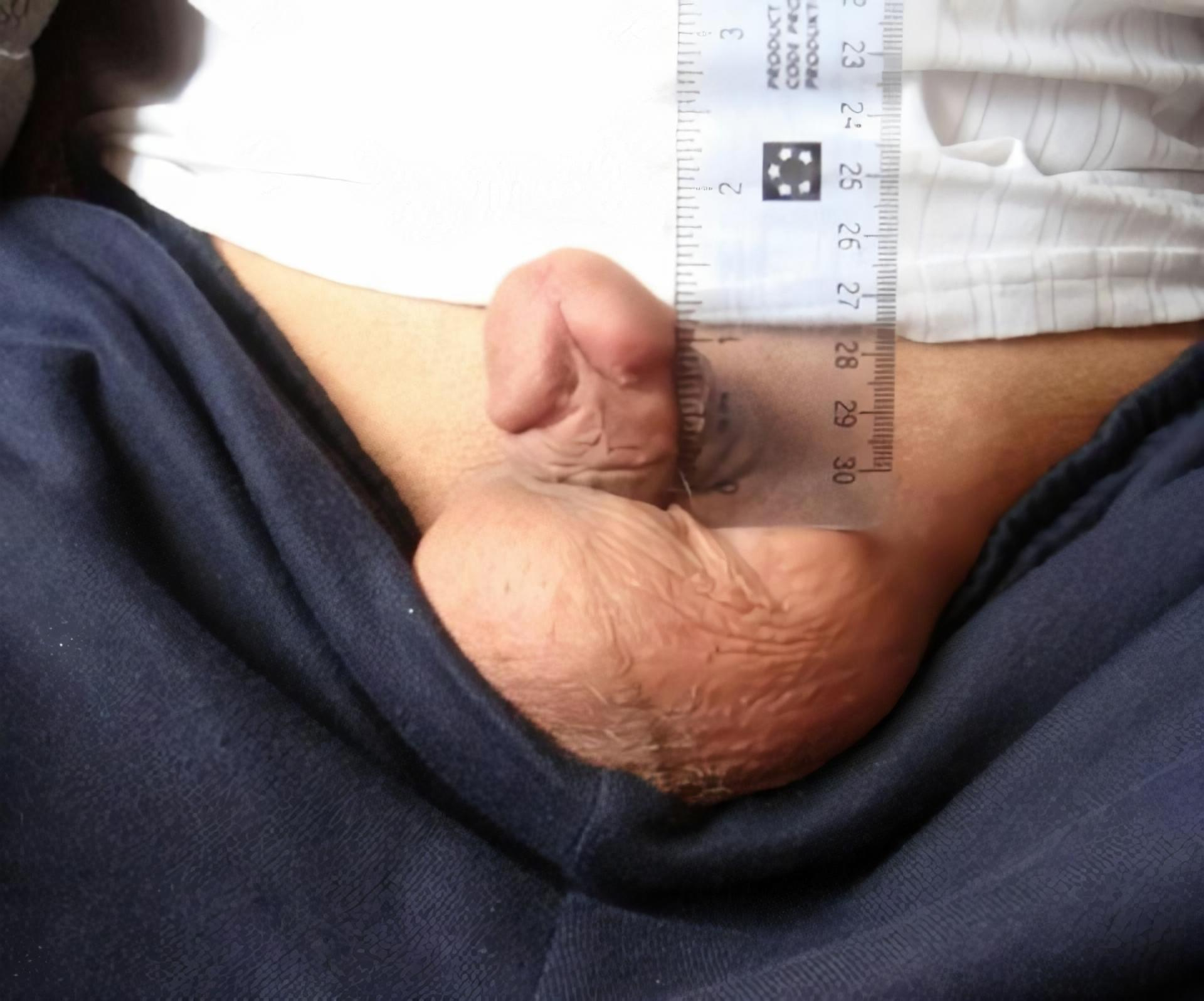
测量勃起的小阴茎

胎儿期间雄激素分泌不足或作用减少是造成小阴茎的最主要的原因。造成这种雄激素异常的病症有睾丸发育异常、克氏综合征、睾丸间质细胞发育不全等，特别是睾酮或双氢睾酮合成异常（17、20-裂解酶缺陷症、5α-还原酶缺乏症）、雄激素不敏感综合征、腦下垂體刺激异常（促性腺激素缺乏症）等其他先天性性腺功能低下症。此外，小阴茎也可能因为一些不涉及到性染色体的基因缺陷综合征而引起。
胎儿时期若母亲服用了一些调节雌激素的受孕药品（如己烯雌酚），也会造成阴茎异常或长度小于正常尺寸的情况。

## 治疗

### 荷尔蒙治疗
在胎儿时期和童年时期期间，阴茎的生长速度会受到睾酮的强烈影响，生长激素对此也有一定程度的干预。
小阴茎症状的病因无论是什么，如果它在婴儿时期就能确诊的话，通常医生会开出与睾酮有关的药（一般疗程不超过三个月）。这一治疗方法通常会让阴茎稍作增长，从而增加青春期时阴茎进一步成长的几率，但是一般很难达到正常的大小。在童年时期一般不会开睾酮方面的药，以免过早出现男性的第二性征、增加骨龄等。（此外，有迹象表明，过早开出睾酮的药物可能会导致成年后阴茎变短，但也有后续研究认为使用荷尔蒙并不会导致此类现象。）
荷尔蒙疗法在青春期后可继续，但仅限于患有性腺机能减退的男性。和身高类似，阴茎在青春期结束后会停止发育，此时再摄入睾酮并不会使得阴茎进一步增长（或者增长幅度很小）。

### 手术
有鉴于荷尔蒙很难让阴茎增长至平均大小，有些患者会采取和阴茎成形术类似的手术——阴茎增长术。但此类手术通常仅限于荷尔蒙疗法失败的患者，且成功率不高，因而并没有推广开来，也很少有在童年时期使用的案例。此类手术的方法很多，比如在阴茎皮下植入皮下软硅胶。术后，有部分患者报告称对阴茎的外观不太满意，但大部分患者都有着足够的性功能。
此外，亦有患者会进行性别转换手术，将阴茎切除并以女性身份继续生活下去，但由于此跨性别手术常常在婴儿时期进行，因而没有征得患者本人同意，从而为患者在生活上造成了困扰。